# Wysoka Strzyżowska
Wysoka Strzyżowska – wieś w Polsce położona w województwie podkarpackim, w powiecie strzyżowskim, w gminie Strzyżów.
| SIMC    | Nazwa              | Rodzaj    |
| ------- | ------------------ | --------- |
| 0663137 | Budy Pod Bonarówką | część wsi |
| 0663143 | Budy Pod Brzeżanką | część wsi |
| 0663150 | Debrza             | część wsi |
| 0663166 | Draby              | część wsi |
| 0663172 | Dział              | część wsi |
| 0663189 | Golcówka           | część wsi |
| 0663195 | Granice            | część wsi |
| 0663203 | Grodeczna          | część wsi |
| 0663210 | Halicz             | część wsi |
| 0663226 | Kozak              | część wsi |
| 0663232 | Michałówka         | część wsi |
| 0663249 | Mroczka            | część wsi |
| 0663255 | Niebylec           | część wsi |
| 0663261 | Pod Gbiskami       | część wsi |
| 0663278 | Poręby             | część wsi |
| 0663284 | Sękówka            | część wsi |
| 0663290 | Stodolina          | część wsi |
| 0663309 | Wajdziszka         | część wsi |
| 0663315 | Wapieńki           | część wsi |

Miejscowość jest siedzibą parafii św. Józefa, należącej do dekanatu Strzyżów, diecezji rzeszowskiej.

## Historia
W średniowieczu wieś należała do klucza Odrzykońskiego w posiadaniu Moskarzewskich.
W Liber beneficiorum dioecesis Cracoviensis Jana Długosza z 1470–1480 występuje pod nazwą Stodolina Wola.
W Wysokiej Strzyżowskiej ukazała się w 1940 pod redakcją Józefa Barana pierwsza w Rzeszowskiem pod okupacją niemiecką z okresu II wojny światowej konspiracyjna gazetka ruchu ludowego, zatytułowana „Błysk”. Wydanych zostało w nakładzie stu egzemplarzy dziesięć czterostronicowych numerów, poświęconych walce z okupantem.
3 kwietnia 1943 ukraiński członek komendantury obozu w Szebniach Wiktor Godrza z Węglówki i towarzyszący mu gestapowcy zamordowali w kryjówce leśnej w sąsiedztwie przysiółka Draby dwie młode Żydówki i ich ojca lub stryja, korzystających z pomocy mieszkańca wsi Franciszka Pilcha.
W latach 1975–1998 miejscowość administracyjnie należała do województwa rzeszowskiego.

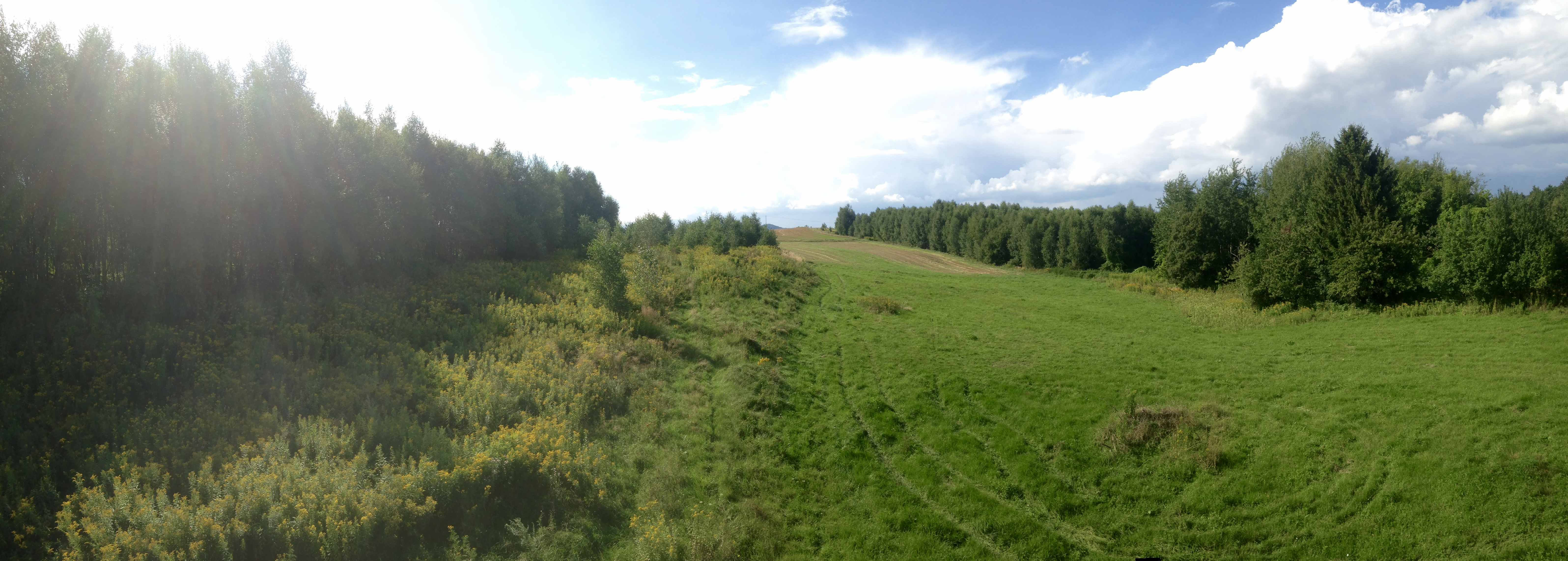